# Capitão
Capitão är en kommun i Brasilien.   Den ligger i delstaten Rio Grande do Sul, i den södra delen av landet, 1 600 km söder om huvudstaden Brasília. Antalet invånare är 2 636.
I omgivningarna runt Capitão växer i huvudsak städsegrön lövskog. Runt Capitão är det ganska tätbefolkat, med 104 invånare per kvadratkilometer.